# بیدخت (گازار)
بیدخت روستایی است در دهستان شاخنات از توابع بخش شاخنات شهرستان بیرجند، واقع در استان خراسان جنوبی که بر پایه سرشماری عمومی نفوس و مسکن در سال ۱۳۹۵ جمعیت این روستا ۱۴۰ نفر (در ۵۶ خانوار) بوده‌است.

## نژاد و مذهب
تمام مردم این روستا از نژاد پارس و پیرو مذهب شیعه دوازده امامی هستند.

## نگارخانه

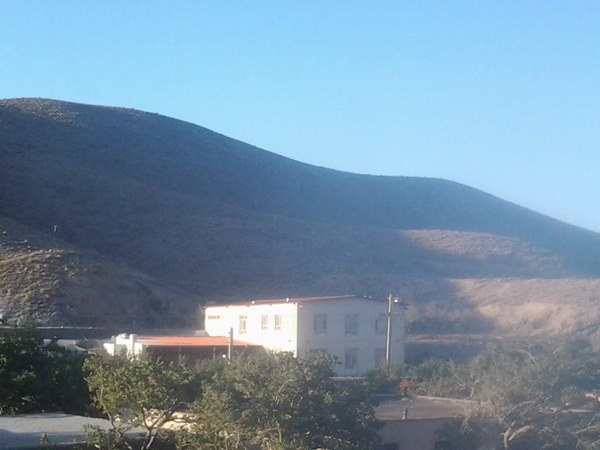
بافت مسکونی بیدخت
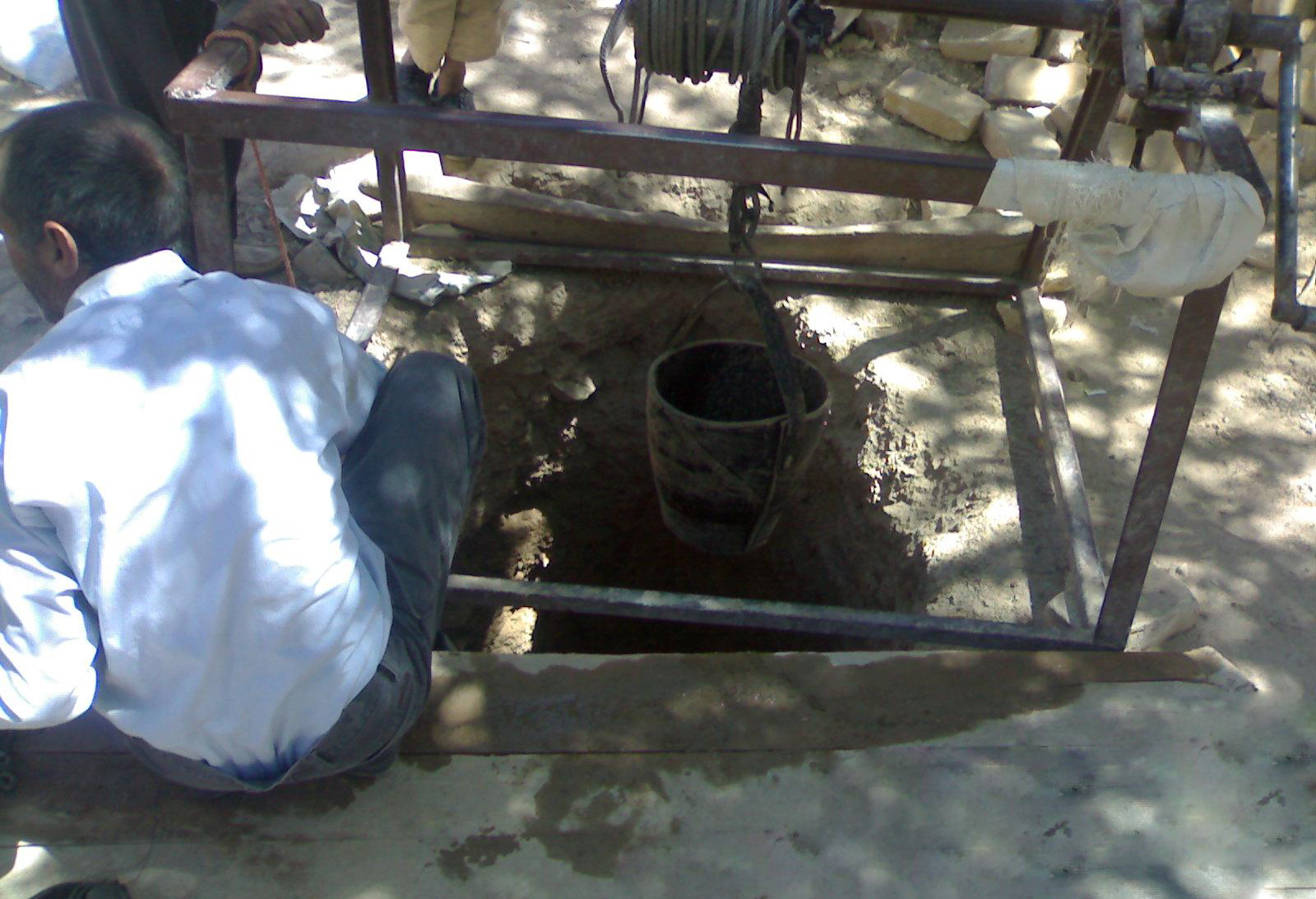
چاه خویی قنوات در بیدخت